# Seldsienean
Seldsienean es un género extinto de crocodiliforme teleosáurido que vivió desde el Jurásico Medio (Bathoniense). Ejemplares fosilizados han sido hallados en Francia and Inglaterra. 
La especie tipo de Seldsienean, S. megistorhynchus, fue erigida por Eudes-Deslongchamps (1866) para el "Crocodile de Quilly" de Cuvier (1824). Eudes-Deslongchamps, reconociendo que el hipodigma de Steneosaurus rostromajor era una quimera de una tribuna teleosauroide y un fragmento de cráneo de metriorhynchid, consideraba que megistorhynchus cumplía el papel de las especies tipo Steneosaurus, una opinión seguida por Steel (1973). Sin embargo, Johnson et al. (2020) señaló que el Código ICZN invalidaba la acción de Eudes-Deslongchamps, ya que Steneosaurus rostromajor es la especie tipo Steneosaurus. La tesis doctoral de Johnson (2019) encontró que megistorhynchus era distinto de S. rostromajor y otras especies de Steneosaurus nominales basadas en el examen de especímenes referidos del Reino Unido, lo que provocó la erección del nomen ex disertacióne Seldsienean para S. megistorhynchus